# El Guerrara
El Guerrara là một đô thị thuộc tỉnh Ghardaïa, Algérie. Dân số thời điểm năm 2002 là 48.313 người.